# Jasão e os Argonautas
Jason and the Argonauts (bra: Jasão e os Argonautas, Jasão e o Veio de Ouro ou Jasão e o Velo de Ouro; prt: Os Argonautas ou Jasão e os Argonautas) é um filme britânico-estadunidense de 1963, dos gêneros fantasia e aventura, dirigido por Don Chaffey, com roteiro baseado no poema épico grego do século II a.C. As Argonáuticas, que contam a história mitológica de Jasão e os Argonautas. A direção teve a colaboração de Ray Harryhausen para as animações em stop motion. A trilha sonora é de Bernard Herrmann.

## Sinopse
Pélias usurpa o trono da Tessália matando o rei Esão. Uma profecia, no entanto, dizia para que Pélias tivesse cuidado com um dos filhos de Esão, que apareceria usando uma sandália só e o destronaria. Para evitar a profecia, Pélias mata uma das filhas de Esão, não antes dela pedir a intercessão da deusa Hera, esposa de Zeus. A partir dai, Pélias faz de Hera sua maior inimiga.
Anos depois, Jasão, filho de Esão, salva a vida de Pélias em um encontro casual e perde a sandália na ação. Jasão não reconhece o assassino de seu pai mas este, sim. No entanto, Pélias está impedido de matar Jasão, já que a profecia diz que, se fizer isso, ele mesmo morrerá. Conversando com Jasão, descobre que este está pensando em partir numa jornada perigosa em busca do velo de ouro, a pele de um carneiro divino ao qual se atribuia poderes mágicos de cura. Pélias o encoraja. Jasão percorre então toda a Grécia, reunindo heróis que o acompanhem na aventura, entre eles o semideus Hércules e Acasto, filho de Pélias, mandado pelo pai para sabotar a viagem. Encomenda ainda ao construtor Argos um navio para transportar ele e os companheiros em sua jornada. Jasão dá ao barco o nome de Argo, em homenagem ao construtor; seus tripulantes passam então a ser conhecidos como "os argonautas".
Um pouco antes do embarque, Jasão é levado ao monte Olimpo por Hermes para conversar com Zeus e Hera. Esta promete ajudar Jasão mas Zeus restringe essa ajuda (Jasão, como todos os mortais, é reconhecidamente uma peça no jogo que os deuses jogam entre si. Este é um retrato acurado da teologia grega, raramente encontrada atualmente). Assim, Jasão fica restrito a invocar o auxílio da deusa apenas cinco vezes e fica sabendo por ela que o Velo de Ouro realmente existe e que se encontra na Cólquida, reino estabelecido do outro lado do mundo.
Os argonautas enfrentam muitos perigos durante a viagem. Calmarias fazem Jasão pedir a ajuda de Hera pela primeira vez; ela os guia para a ilha de Bronze, antiga oficina do deus Hefesto, onde os argonautas se confrontam com a gigantesca estátua de bronze de Talos. Procuram a seguir pelo adivinho cego Fineu para que ele lhes indique o caminho correto para a Cólquida e livram-no do ataque diário de duas Harpias, que roubam-lhe as refeições por ordem de Zeus, para puni-lo pelo mau uso de seu poder. Fineu então lhes indica o caminho, passando pelas Simplégadas (o estreito do Bósforo), onde o desmoronamento de rochas ameaça matá-los. Fineu ainda lhes dá um amuleto, que, ao ser jogado ao mar, invoca um Tritão que, segurando os lados do estreito, auxilia-os na passagem.
Depois de todas essas peripécias, os argonautas chegam à Cólquida e, com a ajuda da princesa Medeia, conseguem, por fim, matar o dragão que vigia o Velo, apoderar-se dele e fugir da fúria de Eetes, rei da Cólquida, que faz brotar dos dentes semeados do dragão morto um exército de esqueletos que ataca os heróis.

## Elenco
| - Todd Armstrong .... Jasão - Nancy Kovack .... Medeia - Gary Raymond .... Acasto - Laurence Naismith .... Argos - Niall MacGinnis .... Zeus |  | - Honor Blackman .... Hera - Michael Gwynn .... Hermes - John Cairney .... Hilas - Nigel Green .... Hércules - Douglas Wilmer .... Pélias |  | - Jack Gwillim .... Rei Eetes - Patrick Troughton .... Fineu - Andrew Faulds .... Phalerus |